# Bedi Mbenza
Hugue Bedi Mbenza (ur. 11 września 1984 w Milange) – kongijski piłkarz występujący na pozycji pomocnika. Zawodnik klubu Club Africain Tunis. 

## Kariera klubowa
Mbenza karierę rozpoczynał w 2004 roku w zespole AC Dynamique. Następnie grał w SC Bel'Or, a w 2008 roku trafił do TP Mazembe. W ciągu czterech sezonów z tym klubem dwukrotnie wygrał Ligę Mistrzów (2009, 2010), dwukrotnie zdobył Superpuchar Afryki (2010, 2011), a także dwukrotnie wywalczył mistrzostwo Demokratycznej Republiki Konga (2009, 2011).
Na początku 2012 roku Mbenza podpisał kontrakt z belgijskim Anderlechtem. W Eerste klasse zadebiutował 5 lutego 2012 roku w wygranym 4:2 pojedynku z KRC Genk. W tym samym roku zdobył z zespołem mistrzostwo Belgii oraz Superpuchar Belgii.
W 2013 roku Mbenza przeszedł do Club Africain Tunis.

## Kariera reprezentacyjna
W reprezentacji Demokratycznej Republiki Konga Mbenza zadebiutował w 2009 roku.